# Campo de silos

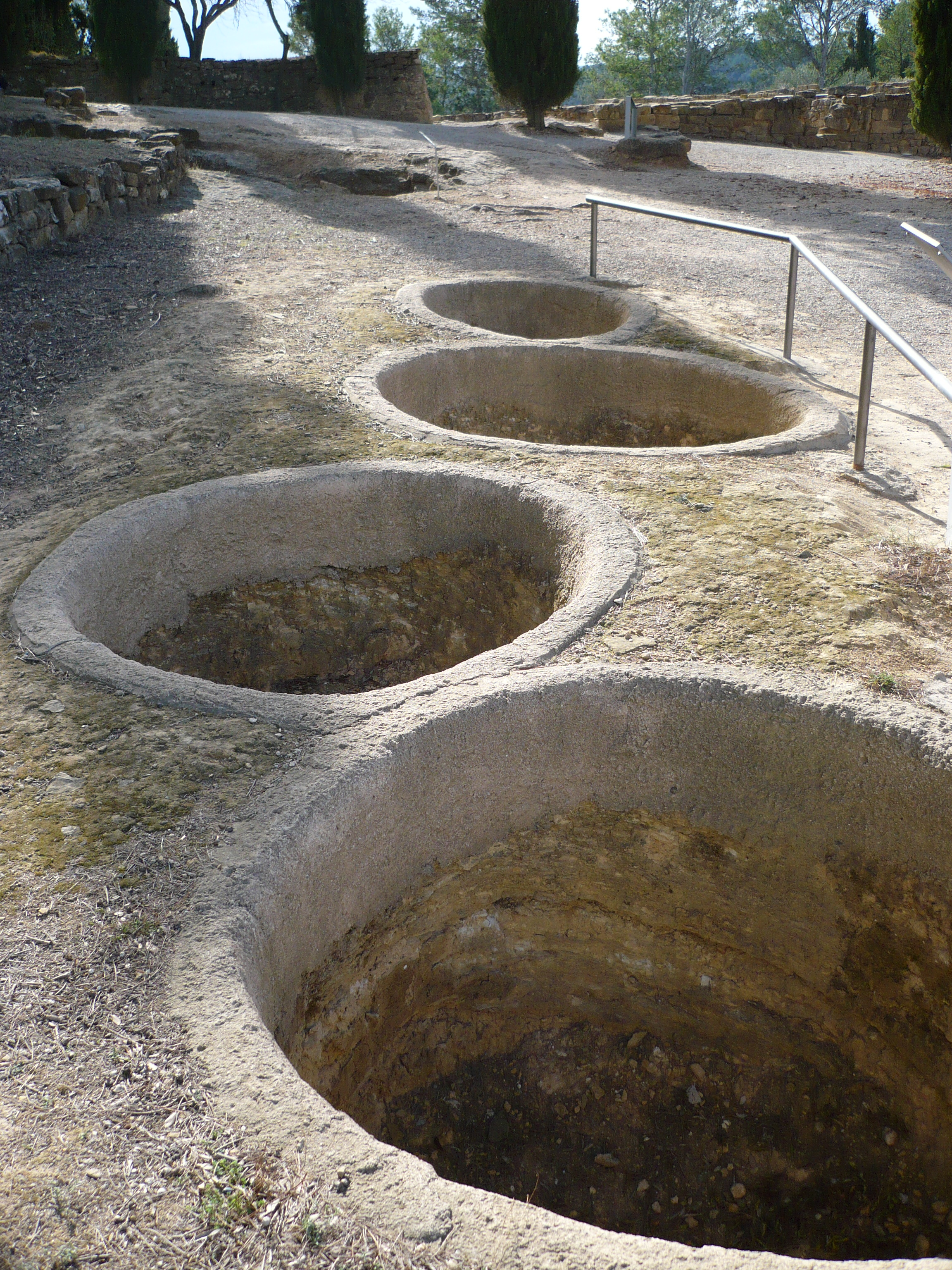
Silos ibéricos en el interior del recinto amurallado de la ciudad ibérica de Ullastret (Bajo Ampurdán).

Un campo de silos es una extensión de terreno destinada a excavar grandes agujeros en el suelo que servían para almacenar los excedentes agrícolas en la época ibérica. Son típicos del área ibérica septentrional, entre las desembocaduras de los ríos Llobregat y Hérault. Se encuentran generalmente en lugares altos y secos, ricos en arcillas, y junto a asentamientos y poblados íberos. Las que presentan forma ovoidal, troncocónicas o en forma de cubeta circular sirvieron para almacenar cereales y legumbres.
Plinio el Viejo, que escribió en la segunda mitad del siglo I, dice que en Hispania el grano se guardaba en silos situadas en terrenos secos en el fondo de los cuales y en sus paredes se había dispuesto previamente una capa de paja, de esta manera, Plinio, siguiendo una de sus fuentes, Marco Terencio Varrón, dice que el trigo almacenado de esta manera podía durar hasta 50 años, y 100 años el mijo. Después, cuando ya habían terminado su función, los silos eran usados como vertederos de basura y de ahí la gran riqueza de materiales arqueológicos que ofrecen cuando son excavados.
Parece que el cereal que estaba guardado en los silos, posteriormente se envasaba en las típicas ánforas ibéricas en forma de zanahoria, que predominan en todos los asentamientos indígenas de la costa catalana entre los siglos V y I a. C.
Cuando la zona de la actual Cataluña sufrió la carga del ejército romano a partir del 218 a. C., este se alimentaba sólo con los productos agrícolas locales, es decir, el trigo íbero, y de ahí el gran número de campos de silos datados en esta época (siglos II y I a. C.). Julio César, a mediados del siglo I a. C., habla de los silos de la provincia Citerior, con los que abasteció de grano a sus soldados durante la guerra civil contra los partidarios de Pompeu.
Tras la conquista romana, los silos fueron sustituidos por dolia, es decir, grandes jarras excavadas en el suelo, que servían para guardar cereales y otros productos.